# František Musil (poslanec Říšského sněmu)
František Musil (1. března 1813 Velké Pavlovice – 19. července 1873 Luhačovice) byl rakouský politik české národnosti z Moravy, během revolučního roku 1848 poslanec Říšského sněmu.

## Biografie
Roku 1849 se uvádí jako Franz Mussil, radní protokolista při moravsko-slezském zemském soudu v Brně. Z etnického hlediska byl řazen mezi mírné Slovany, v jiném zdroji zase uváděn jako mírný Slovan, horlivý úředník.
Během revolučního roku 1848 se zapojil do veřejného dění. Ve volbách roku 1848 byl zvolen i na ústavodárný Říšský sněm. Zastupoval volební obvod Velké Pavlovice. Tehdy se uváděl coby protokolista při moravsko-slezském zemském soudu. Řadil se k sněmovní levici.